# Simeon Toribio
Simeon Toribio (Simeon Galvez Toribio; * 3. September 1905 auf Bohol; † 5. Juni 1969) war ein philippinischer Leichtathlet. Er gewann bei den Olympischen Spielen 1932 in Los Angeles die Bronzemedaille im Hochsprung.

## Sportliche Laufbahn
Toribio trat 1928 in Amsterdam erstmals bei Olympischen Spielen an. Der US-Amerikaner Bob King gewann mit 1,94 m, dahinter platzierten sich vier Springer mit 1,91 m, Toribio wurde nach Stechen Vierter. 1932 in Los Angeles übersprangen vier Athleten 1,97 m, das Stechen gewann der Kanadier Duncan McNaughton, Toribio belegte den dritten Platz. Toribio war auch vier Jahre später bei den Olympischen Spielen 1936 in Berlin dabei. Mit übersprungenen 1,85 m platzierte er sich zusammen mit anderen Springern auf Rang 12.
Toribio gewann fünfmal den Hochsprungwettbewerb bei den Fernost-Meisterschaften. 

## Leben
Nach seiner sportlichen Karriere wurde Toribio Rechtsanwalt. Von 1941 bis 1953 vertrat er den zweiten Distrikt seiner Heimatinsel Bohol im philippinischen Repräsentantenhaus. Das Cong. Simeon G. Toribio Memorial Hospital in Carmen erinnert an Toribio.